# Ella Hammarsten Liedberg
Ella Hammarsten Liedberg, född 12 november 2004, är en svensk skådespelare. Hon är dotter till skådespelarna Gustaf Hammarsten och Jessica Liedberg.
Hammarsten Liedberg har bland annat medverkat i TV-serien Badhotellet. Hon har även medverkat i filmen Det är något som inte stämmer.

## Filmografi (i urval)
- 2022 – Badhotellet (TV-serie)
- 2023 – Det är något som inte stämmer